# Stenothoe uncifera
Stenothoe uncifera is een vlokreeftensoort uit de familie van de Stenothoidae. De wetenschappelijke naam van de soort is voor het eerst geldig gepubliceerd in 1966 door Mateus & Mateus.